# Matti Murto
Matti Murto, född 8 april 1949 i Helsingfors, död 19 augusti 2013 i Helsingfors, var en finländsk ishockeyspelare som bland annat spelade i HIFK. Han är ett av de frusna numren i HIFK och ingår sedan 1991 i Finnish Hockey Hall of Fame.